# Tramwaje w Ciudad Juárez i El Paso

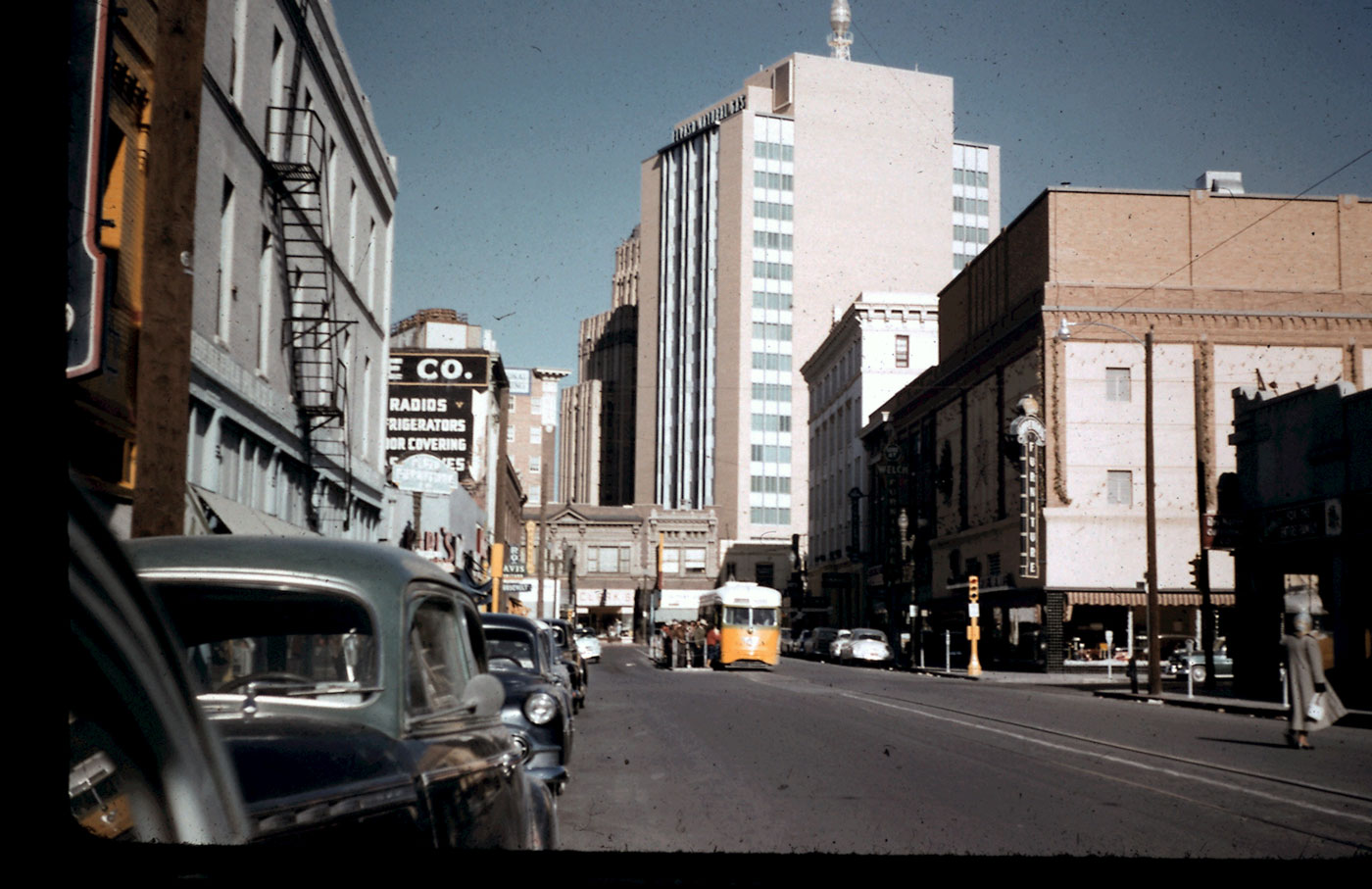
Stanton St. i widoczny na przystanku tramwaj w 1956

Tramwaje w Ciudad Juárez i El Paso − zlikwidowany system komunikacji tramwajowej w meksykańskim mieście Ciudad Juárez i amerykańskim mieście El Paso, działający w latach 1882–1974.

## Historia
Pierwszą linię tramwaju konnego w Ciudad Juárez uruchomiono w 1882. Linia ta zaczynała się w Ciudad Juárez następnie przekraczała Rio Grande (rzekę graniczną pomiędzy Meksykiem i Stanami Zjednoczonymi) i prowadziła do El Paso w USA. Do obsługi linii zamówiono wagony w John Stephenson Co. w Nowym Jorku. W 1888 wybudowano drugą linię do El Paso wzdłuż Av. Juárez. Operatorem systemu była spółka Compañía del Ferrocarril Urbano y Puente de Paso del Norte, której w 1898 zmieniono nazwę na Tranvías de Ciudad Juárez. Od 1900 systemem zarządzała spółka El Paso Electric Railway, która w 1901 zamówiła tramwaje elektryczne w American Car Co.. Wówczas zelektryfikowano trasę tramwajową od El Paso wzdłuż Stanton St. przez most na rzece Rio Grande i dalej przez Av. Lerdo w Ciudad Juárez, następnie linia skręcała na zachód w Av. 16 de Septiembre i na północ w Av. Juárez do El Paso. Linię tramwajową o długości 5 km otwarto 11 stycznia 1902.
Tramwaje w Ciudad Juárez zostały zlikwidowane w 1945 a dwa lata później, w 1947, zlikwidowano system tramwajowy w El Paso. Czynna pozostała tylko jedna linia tramwajowa, przekraczająca w dwóch miejscach granicę pomiędzy Meksykiem a Stanami Zjednoczonymi, którą otwarto w styczniu 1902. W 1949 zakupiono tramwaje PCC z likwidowanej sieci tramwajowej w San Diego. W sierpniu 1966 zamknięto linię. Ruch na linii przywrócono w listopadzie 1967, który ponownie zamknięto w lipcu 1969. Kolejne ponowne otwarcie linii nastąpiło w listopadzie 1970, by znów sierpniu 1971, zawiesić kursowanie tramwajów na linii z powodu poszerzania ulicy. W październiku 1972 wznowiono kursowanie tramwajów na linii. Ostatni raz tramwaj po meksykańskiej stronie pojawił się 31 lipca 1973, kiedy to wagon PCC o nr 1516 został skonfiskowany przez rząd meksykański, który wypowiedział prawo amerykańskiej spółce prowadzenia przewozów. Wówczas to zawieszono ruch na kilka miesięcy. Ruch wznowiono w listopadzie ale tylko w El Paso. Ostatecznie linię tramwajową zlikwidowano 4 maja 1974. Wagon nr 1516 powrócił do El Paso w sierpniu 1973 jednak nigdy już nie wyjechał na linię i przez kilka lat stał w zajezdni. Tory tramwajowe z ulic Ciudad Juárez usunięto w 1977. 